# Harald Brix
Harald Frederik Valdemar Brix (25. februar 1841 i København – 28. maj 1881 sammesteds) er kendt for sin politiske aktivisme, der omend kortvarig ledte til grundlæggelsen 1871 af en dansk afdeling af Første Internationale (Den Internationale Arbejderforening), forløberen til både den organiserede arbejderbevægelse i Danmark og såvel Socialdemokratiet.  Bag Brix, der navnligt havde at gøre med udgivelsen af dagbladet Socialisten - senerehen Aktuelt - stod Louis Pio og Paul Geleff dog som de ledende skikkelser.
Harald Brix kom fra jævne borgerlige kår,
men opvæksten var også præget af nogle vanskelige familieforhold.  Tidligt sluttede han venskab med fætteren Louis Pio, og, efter en tid som kontorist i Krigsministeriet, søgte Brix sammen med Pio i 1864 ind på Reserveofficersaspirantskolen, hvor de snart blev stemplet som uegnede.
Samme år meldte Brix sig frivilligt og deltog i en af krigens sidste kampe, Slaget om Als.
Efter krigen forsøgte Harald Brix sig, uden held, som bladudgiver (annonceavisen Dags-Avisen) og så som boghandler.
Louis Pios entusiasme for
den gryende socialisme, og ikke mindst
opildnet af hændelserne ved
Pariserkommunen,
førte til
udgivelsen af Socialistiske blade, hvor Harald Brix kom til at stå for udgivelsen af ugebladet Socialisten, der fra 2. april 1872 blev et dagblad.
Ved oprettelsen af Den Internationale Arbejderforening for Danmark kom Brix med som sekretær og varetog i den sammenhæng korrespondancen.
Forud for Slaget på Fælleden den 5. maj 1872 blev Brix, sammen med Pio og Geleff, sat i varetægt, da de havde agiteret for samlingen ude på Nørre Fælled - dvs. Fælledparken.  Højesteretsdommen af 6. august 1873 lød på 3 år i forbedringshuset (fængsel) "for forbrydelser mod den offentlige myndighed og orden".  Men den politiske stemning var tilsyneladende bragt i forandring, og den 8. april 1875, i anledning af kong Christian d. 9.s fødselsdag, blev Harald Brix, sammen med Pio og Geleff løsladt fra Vridsløselille.
Efter fængselsopholdet fortsatte Brix sit virke i arbejderbevægelsen, først ved dagbladet, der nu hed Social-Demokraten, dernæst mere selvstændigt med det satirisk anlagte blad Ravnen, med første nummer 2. april 1876.  Det blev skæbnessvangert for Brix, der et halvt år efter blev fængslet for injurier mm., og i april 1877 dømt til 4 år i forbedringshus; en straf han ikke kom til at udsone fuldt ud, idet hans "Helbredstilstand var ret betænkelig" og Harald Brix blev da løsladt juleaften 1880.  Brix søgte at komme tilbage til sit virke ved Social-Demokraten, men situationen havde forandret sig, nye folk var kommet til, og såvel den politiske linje lå nu mere forankret i Det Socialdemokratiske Forbund - senerehen Socialdemokratiet.  Harald Brix havde dog fået et godt renomme, og fik på den måde sat gang i endnu et satirisk blad, Herolden, der efter sigende forholdt sig stærkt kritisk til den ledende socialdemokrat Peter Thygesen Holm, og et vittighedsblad, Brix's Ravn.  Efter kort tid holdt helbredet ikke længere og Harald Brix gik bort 1881.
Han er begravet på Almen Kirkegård i Aalborg.

### Opslagsværker
- Bertolt, Oluf (1934), "Brix, Harald Frederik Valdemar",  i Engelstoft, Poul; Dahl, Svend (red.), Bagger-Bildsøe (pdf), Dansk Biografisk Leksikon, vol. 2 (2. udgave udgave), J.H.Schultz ; Carlsbergfondet, s. 102-105
- Bertolt, Oluf (1936), "Gelef(f), Paul (Poul, Povl) Johannsen",  i Engelstoft, Poul; Dahl, Svend (red.), Geelmuyden - Hall (pdf), Dansk Biografisk Leksikon, vol. 8 (2. udgave udgave), J.H.Schultz ; Carlsbergfondet, s. 10-12
- Bertolt, Oluf (1940), "Pio, Louis Albert Francois",  i Engelstoft, Poul; Dahl, Svend (red.), Pape - Paetz (pdf), Dansk Biografisk Leksikon, vol. 18 (2. udgave udgave), J.H.Schultz ; Carlsbergfondet, s. 363-370

Webressourcer
- denstoredanske.dk, Anon; Bille, Lars; Rüdiger, Mogens (2023), Socialdemokratiet, 1871-, danmarkshistorien.dk